# Cataluña Internacional
Cataluña Internacional,  conocido anteriormente con los nombres de Consejo de Diplomacia Pública de Cataluña (acrónimo: DIPLOCAT), Patronato Cataluña Mundo  a su vez sucesores del Patronato Catalán Pro Europa,es un consorcio impulsado por la Generalidad de Cataluña dedicado a la proyección internacional de Cataluña. Creado en noviembre de 2012, desde el 14 de febrero de 2013 el Secretario General de la institución fue Albert Royo i Marinéhasta que fue cesado de sus funciones el 31 de octubre de 2017.En la actualidad desde el 17 de diciembre de 2018 la Secretaria General es Laura Foraster i Lloret.Como entidad de diplomacia pública, su objetivo es dirigirse a la opinión pública internacional para explicar Cataluña en el mundo de forma transversal.

## Cronología
El 20 de noviembre de 2012, el decreto 149/2012 creó el Consejo de Diplomacia Pública de Cataluña (DIPLOCAT), a partir del antiguo Patronato Cataluña Mundo.
El 24 de noviembre de 2016 creó un consejo consultivo formato inicialmente por 39 expertos y personalidades de diferentes ámbitos para recibir su asesoramiento.
El 27 de octubre de 2017 el gobierno de España inició su supresión  en el contexto de la aplicación del artículo 155 de la Constitución española de 1978. Su creación fue polémica, puesto que la Constitución reserva la acción exterior al gobierno de España en exclusiva. El organismo también fue criticado por su parcialidad a favor del proceso soberanista de Cataluña y por proyectar una imagen negativa de España. El Consejo de Ministros de España del 15 de diciembre de 2017 aprobó la liquidación del organismo, y para ello se creó un órgano liquidador que realizara dicha tarea en un plazo de 4 meses.
Cuando se formó el gobierno de Cataluña en mayo de 2018 el President Quim Torra convocó la primera reunión del pleno del consorcio desde que empezó el proceso de liquidación. En esa reunión el pleno acordó iniciar el proceso de restitución de la entidad.
En un pleno del Consejo de Diplomacia Pública de Cataluña celebrado el 26 de julio de 2019, se aprobó un nuevo plan estratégico para la entidad. Según el presidente de la Generalidad de Cataluña, Quim Torra, con este plan estratégico DIPLOCAT haría "frente a los desafíos de la crisis climática, el crimen organizado, favorecido por la globalización, y las muertes de inmigrantes en el Mediterraneo".

## Actividades entre 2013 y 2017

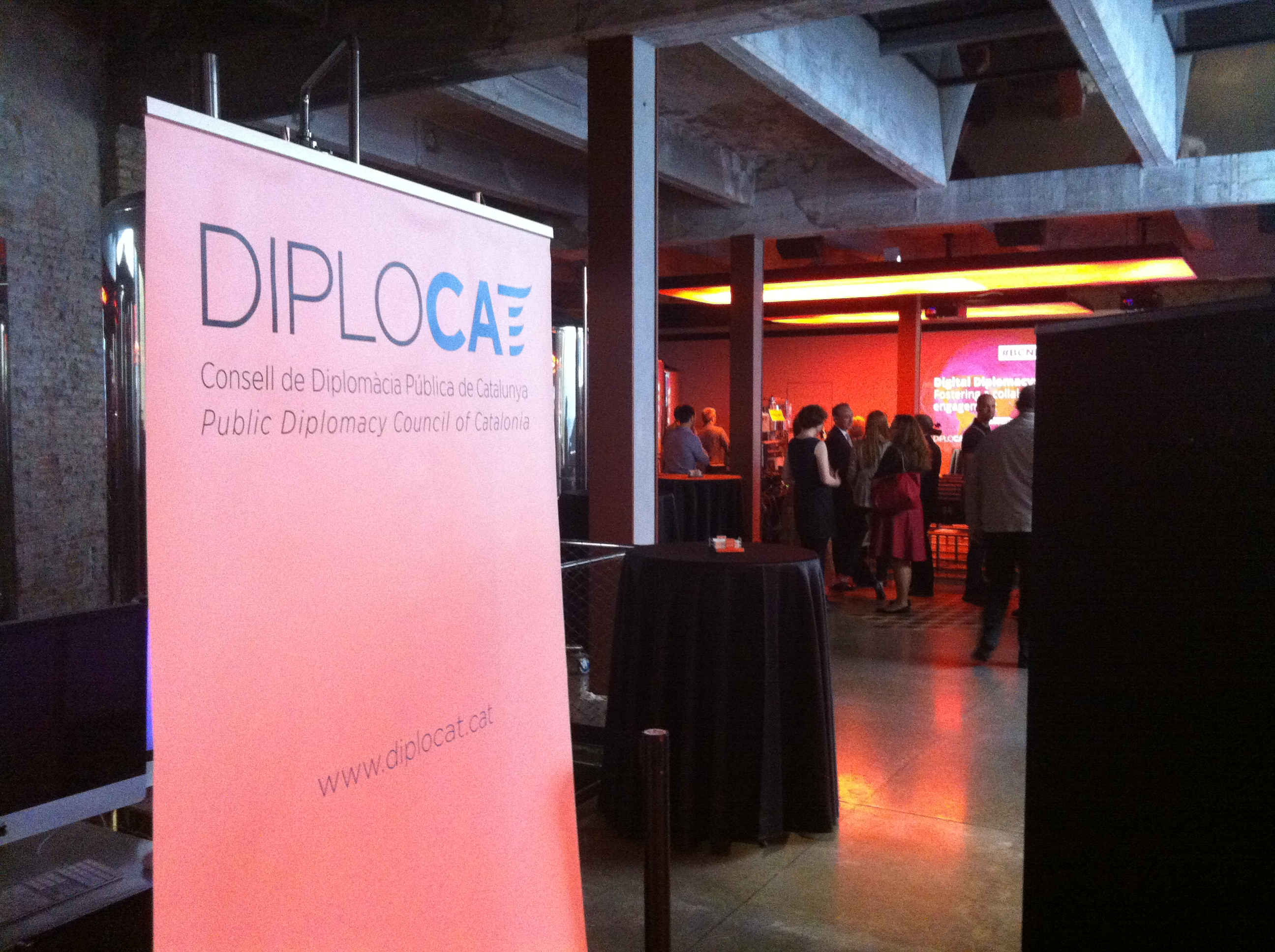
Acto de Diplocat en Barcelona

La entidad, bajo la dirección de Albert Royo i Mariné y hasta su cierre temporal por la aplicación del artículo 155 de la Constitución española, organizó jornadas académicas de debate, tanto sobre temas de ámbito internacional en Cataluña, como en universidades de todo el mundo para debatir el proceso catalán. Entre otros, organizó jornadas en Lisboa, Sevilla, Vilna, Cambridge, Princeton o Sciences Po París.
Más allá de las jornadas, el organismo también trabajaba para publicar artículos en diarios de todo el mundo para explicar la situación política en Cataluña. A nivel educativo, ofrecía becas y organizaba un Máster Ejecutivo en Diplomacia y Acción Exterior. También planificaba encuentros con parlamentos extranjeros, donde estimulaba que se debata sobre el «derecho a decidir», invitaba a personalidades de todo el mundo relevantes en su ámbito de actividad a visitar Cataluña. Por otra parte, participaba en misiones de observación electoral, prestaba ayuda a organizaciones de la sociedad civil que lleven a cabo acciones en el exterior, redactaba documentos explicando aspectos claves de Cataluña a audiencias extranjeras y ejerce la diplomacia digital, con actividad en las redes sociales, especialmente en Twitter, y con páginas de Internet específicas que ayuden a explicar a audiencias extranjeras el proceso catalán o hechos culturales propios como la Fiesta de San Jorge.
Además, DIPLOCAT otorgaba anualmente el premio a la Diplomacia Empresarial Catalana, que reconoce las empresas que se identifican, ellas mismas o sus productos, como catalanes, así como normalizar la visibilidad de Cataluña en el exterior, dando una imagen de excelencia de la comunidad y difundiendo sus valores, activos y atractivos. El premio fue creado en 2013 junto con PIMEC, y hasta el momento del inicio de la disolución lo habían ganado Aranow (2013), Scytl (2014), Moritz (2015), Ultramàgic (2016) y Beabloo (2017).

## Actividades a partir de 2018
Con la reapertura de la entidad siendo Laura Foraster i Lloret la secretaria general, la entidad reinstauró el premio a la Diplomacia Empresarial Catalana, la edición de 2019 el premio lo ganó la empresa Munich.
DIPLOCAT continua ofreciendo becas para realizar estudios en el extranjero y promocionando el Día de San Jorge en el exterior mediante, entre otras actividades, el envío de rosas virtuales.
Otras actividades que DIPLOCAT está llevando a cabo en la actualidad son seminarios con la OCDE y el Consejo de Europa para conocer buenas prácticas en innovación desde la esfera local, el intercambio de experiencias con Europa en materia de vivienda social o sobre sistemas de alimentación saludable en el marco de los objetivos de la agenda 2030 de las Naciones Unidas. Las actividades de DIPLOCAT están focalizadas en Europa y el Mediterráneo.
En junio de 2024 la organización cambió su nombre y estatutos para adaptarse a situación legal de la organización.

## Críticas
La creación de DIPLOCAT representó un conflicto de competencias con el Gobierno de España, ya que la representación exterior está reservada exclusivamente al gobierno central según la Constitución española de 1978, a pesar de que se reconoce a las comunidades autónomas la posibilidad de una cierta representación en el exterior. El gobierno del Partido Popular ha recurrido la creación del consorcio ante el Tribunal Constitucional. Según la vicepresidenta, Soraya Sáenz de Santamaría, el organismo «busca desarrollar una diplomacia pública de Cataluña, cuando Cataluña no es un estado» y conducirse «como un actor internacional al margen del Estado español». Aun así, Ellen Huijgh, del think tank Clingendael, constató, en un artículo publicado en la revista Public Diplomacy de la Universidad del Sur de California, que son cada vez más las entidades subestatales que desarrollan programas de diplomacia pública, mencionando, además del caso de Cataluña, los casos de Quebec, Flandes y Groenlandia.
Un segundo punto de critica ha sido la parcialidad a favor del proceso soberanista en Cataluña y por proyectar una imagen negativa de España. El periódico La Voz de Barcelona destacó que un argumentario desarrollado por DIPLOCAT en 2013 en inglés, francés y alemán presentaba a España como un país en el cual la devolución de competencias «siempre ha sido poco entusiasta, caótica e ineficaz» explicando que «ahora España se vuelve a centralizar y se rechaza el multiculturalismo» El informe incluía afirmaciones percibidas como idénticas a las críticas expresadas por los independentistas. El periodista Alejandro Tercero de La Voz de Barcelona destacaba las siguientes frases del argumentario publicado en inglés por DIPLOCAT en 2013:

Spain is being re-centralized and multiculturalism has been rejected.

THE SPANISH MODEL OF DEVOLUTION HAS FAILED

The problem is that Catalonia pays so much to the poorer regions in Spain that its own education and welfare systems, as  well as roads and railways are significantly worse than those in the regions it is helping.

Spanish newspapers and politicians routinely turn reality on its head by presenting the Catalan education system as divisive and anti-Spanish
España está siendo recentralizada y el multiculturalismo ha sido rechazado.

El modelo español de descentralización ha fracasado.

El problema es que Cataluña paga tanto a las regiones más pobres de España que su propio sistema educativo y de bienestar, además de las carreteras y los ferrocarriles, son significativamente peores que los de las regiones a las que ayuda.

[...] prensa y los políticos españoles falsean sistemáticamente la realidad, presentando el sistema educativo catalán como segregador y antiespañol

En otro ejemplo, durante una visita de Carles Puigdemont a Londres a mediados de 2016, en una conferencia en un foro de pensamiento de Piccadilly, DIPLOCAT repartió un panfleto titulado El camino catalán a la autodeterminación, donde explicaba el «proceso» de forma muy sesgada.
Un tercer punto de crítica ha sido el coste que representa la iniciativa. En 2011 las subvenciones para «las para actividades de promoción y difusión de Cataluña, su cultura y la lengua catalana, a ayudas sociales, al apoyo a la nueva emigración y al funcionamiento ordinario de las comunidades catalanas del exterior» se elevaron a 1,4 millones de euros, en 2012, 1,2 millones y en 2013 se habían presupuestado 600 000 euros, presupuesto que en los años anteriores se había duplicado posteriormente. En 2013 se gastaron casi 100 000 euros en becas para formar a «diplomáticos» y otros 96 400 para becar la estancia de cinco estudiantes universitarios en las delegaciones de la Generalidad en el extranjero. En 2014 también se contrató a Independent Diplomat, un lobby internacional que ha ayudado en los procesos de independencia de Somalilandia y Sudán del Sur, que en 2014 habría costado hasta un millón de euros, sin que se conozca de forma pública qué servicios ha prestado a la Generalidad o exactamente cuanto cuestan esos servicios.
Aun así el entonces Ministro de Asuntos Exteriores de España Josep Borrell afirmó en 2018 que no se puede prohibir DIPLOCAT porqué su existencia no contraviene ninguna norma, ya que todas las comunidades autónomas de España tienen representación exterior. A su parecer sólo hay que "ver cuáles son sus actividades".

## Reconocimientos
El catedrático de diplomacia pública de la Universidad del Sur de California Nick Cull afirmó en una entrevista para el digital en catalán Vilaweb que durante muchos años subrayó en sus clases que "DIPLOCAT era un ejemplo de diplomacia pública subestatal" y que considera la estructura transversal de DIPLOCAT, reuniendo actores diversos como sindicatos, universidades y clubes de futbol, como ejemplar.

## Composición
Los siguientes organismos públicos participan en su funcionamiento:
Instituciones públicas
- Generalidad de Cataluña
- Ayuntamientos de Barcelona, Gerona, Lérida, Tarragona y Viella y Medio Arán
- Diputaciones de Barcelona, Gerona, Lérida y Tarragona y el Consejo General de Aran
- Asociación Catalana de Municipios y Comarcas
- Federación de Municipios de Cataluña

Entidades financieras, económicas y empresariales
- Federación Catalana de Cajas de Ahorros
- Consejo General de las Cámaras Oficiales de Comercio, Industria y Navegación de Cataluña
- Micro, pequeña y mediana empresa de Cataluña (PIMEC)
- Fomento del Trabajo Nacional
- Asociación Multisectorial de empresas
- FEMCAT Fundación Privada de Empresarios
- Confederación de Cooperativas de Cataluña
- Comisiones Obreras de Cataluña
- Unión General de Trabajadores de Cataluña

Entidades sociales y deportivas
- Mesa de Entidades del Tercer Sector Social de Cataluña
- Fútbol Club Barcelona

Universidades, escuelas de negocios y centros académicos
- Universidades de Cataluña
- EADA Business School
- Barcelona Graduate School of Economics (BGSE)
- Instituto Barcelona de Estudios Internacionales (IBEI)

### Consejo consultivo
Después de la salida de la empresaria Sol Daurella en enero de 2017, el Consejo Consultivo de Diplocat está compuesto por 26 personalidades, que son las siguientes:
- Carles Boix (profesor de la Universidad de Princeton)
- Lucía Caram (monja argentina)
- Nick Cull (catedrático de Diplomacia Pública en la Universidad del Sur de California)
- Andreu Claret (director ejecutivo de la Fundación Anna Lindh de la Unión por el Mediterráneo)
- Albert Castellón (CEO de la cervecería Moritz entre 2014 y 2016)
- Montserrat Feixas (Representante de ACNUR para Europa Central)
- Josep-Antoni Garí (asesor senior en el Programa de Desarrollo de Naciones Unidas)
- Esther Giménez-Salinas (exrectora de la Universidad Ramon Llull)
- Roderic Guigó Serra (coordinador del programa de Bioinformática y Genómica del Centro de Regulación Genómica)
- Stephan Koppelberg (Jefe de comunicación para temas económicos para las representaciones de la Comisión Europea en los Estados miembros)
- Joan Majó (exministro socialista)
- Tomás Marqués Bonet (profesor ICREA en la Universitat Pompeu Fabra)
- Ambler Moss (exembajador de Estados Unidos en Panamá y vicecónsul de los Estados Unidos en Barcelona)
- Mary Ann Newman (directora ejecutiva del Farragut Fund for Catalan Culture en los Estados Unidos.s)
- Xavier O'Callaghan (Manager de Gestión de las Secciones de handbol, fútbol sala y hoquei patines del FC Barcelona)
- Bel Olid (escritora y presidenta de la Asociación Catalana de Escritores en Lengua Catalana)
- Isona Passola (productora de cine)
- Dolors Ribalta (Ex jugadora de fútbol del RCD Espanyol)
- Arturo Sarukhán (exembajador de México en Estados Unidos)
- Jordi Savall (músico)
- Anna N. Schlegel (vicepresidenta de Producto, Mercados internacionales, Infraestructura Global y Globalización en Procore Technologies)
- Araceli Segarra (alpinista)
- Josep Manuel Suárez (Delegado del Gobierno de la Generalidad de Cataluña en el Reino Unido de 2011 a 2016)
- Matthew Tree (escritor inglés en lengua catalana)
- Bodil Valero (Diputada del Partido Verde de Suecia en el Parlament Europeo)
- Pere Vallés (Consejero delegado de Scytl)